# Albin Ahrenberg
Johan Oskar Albin Ahrenberg född 27 september 1889 i Arby i Småland, död 4 juli 1968 i Steneby i Dalsland, var en svensk flygkapten. Ahrenberg hade trafikflygarcertifikat C 13 som utfärdades den 16 juni 1924 (enligt underrättelser från Luftfartsmyndigheten (UFL) N:r 61/38) alternativt 21 januari 1931 (enligt liggare för certifikat 1930–30/6 1948). Enligt UFL innehade Ahrenberg körkort K.333.

## Biografi
Den militära karriären inledde han som skeppsgosse vid flottan i Karlskrona; senare tjänstgjorde han som torpedstyrman till sjöss. Efter flygutbildning 1919 blev han flygstyrman inom marinflyget.
Man flög först i Hägernäs, viken där senare Roslagens flygflottilj sattes upp, och i Karlskrona. Efter 19,5 timmars flygerfarenhet blev han själv flyglärare för nya elever. 1920 provade han den nya uppfinningen fallskärmen genom att göra ett uthopp över Karlskrona.
19 juli 1921 startade Svensk Lufttrafik AB (SLA) flygtrafik mellan Lindarängens flyghamn, Stockholm och Reval med en Junkers F 13 och två Savioa S-16 flygbåtar. Ahrenberg, som tjänstgjorde som pilot, upplevde flygbåtarna som olämpliga och eftersom passagerarbeläggningen var dålig lades flyglinjen ner redan 1 oktober. 1923 startade Ahrenberg en flygskola i Malmö med en Albatros, som även användes för rundflygningar.
23 juni 1923 reste Ahrenberg till Junkersfabriken i Dessau Tyskland, för att på uppdrag av det nybildade flygbolaget AB Aerotransport köpa 4 Junkers F 13, och om möjligt anställa fyra flygförare och mekaniker. År 1924 lämnade Ahrenberg militärflyget och gick över till det svenska civilflyget, som var under uppbyggnad. Han startade företaget Ahrenbergsflyg som utförde rundturer över landet samt flygfotografering och postflyg. Under en period arbetade han tillsammans med Hermann Göring med passagerarflygningar.

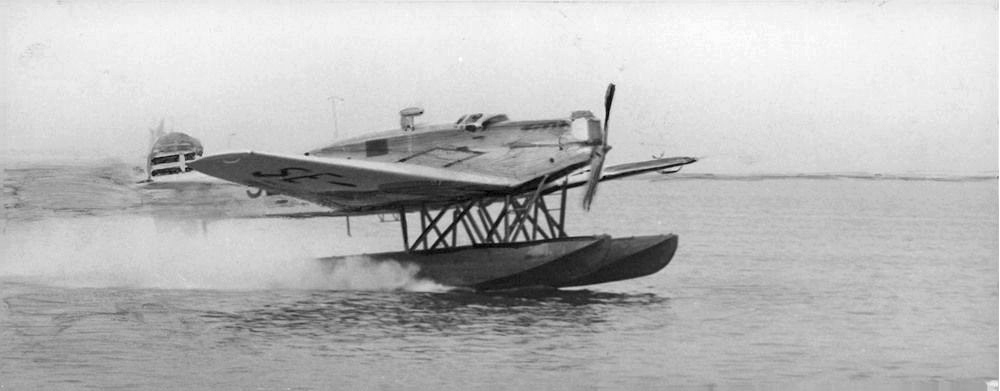
Ahrenberg under sitt försök att korsa Atlanten i en Junkers W 33, 1929.

1929 skulle Albin Ahrenberg försöka sig på att flyga över Atlanten i västlig riktning. Han skulle använda sig av samma flygplanstyp som Hermann Köhl använde vid sitt försök 1928 en Junkers W 33. Flygplanet specialbeställdes med en trimmad motor, som skulle ge flygplanet en fart på 180 km/h och hålla sig i luften cirka sju timmar.  9 juni 1929 startar Ahrenberg sin flygning till USA:s östkust, som planerades gå från Stockholm via Norge, Färöarna, Island, Grönland och Labrador i Kanada till New York. Han nådde efter många tekniska problem Grönland någon månad senare. Ahrenberg fortsatte därifrån västerut, men tvingades vända cirka 2 timmar från Newfoundland på grund av dåligt väder. Han landade i Ivigtut på den sydvästra spetsen av Grönland. Efter försök med motorbyte och justeringar av flygplanet avbröts flygningen och det blev båtresa tillbaka till Sverige.

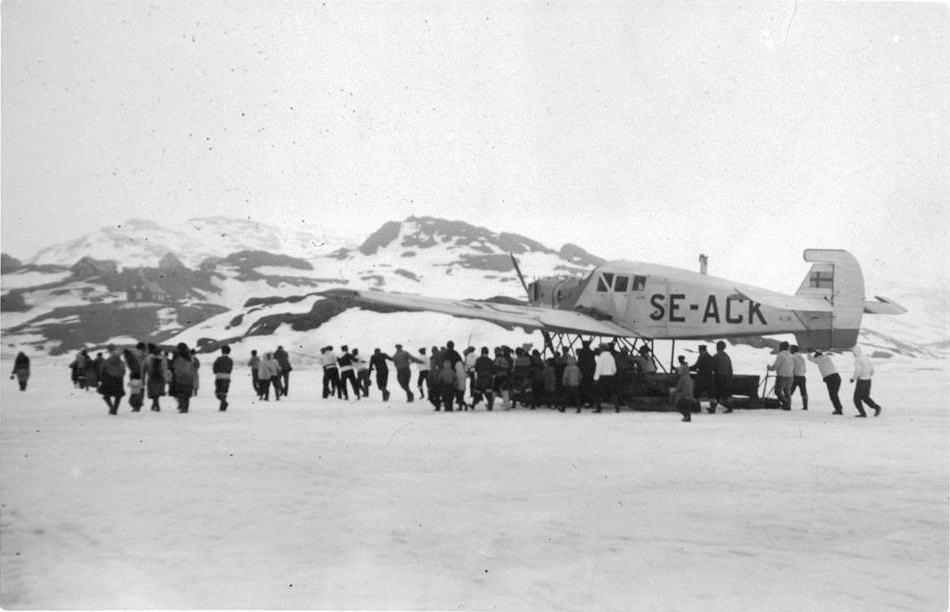
Ahrenbergs Grönlandsexpedition, 1931.

Den 29 april 1931 återvände han till Grönland för att leta efter en engelsk meteorologisk forskningsexpedition, som saknats sedan några månader. Ahrenberg upprättade en flygbas vid Angmagssalik på den sydöstra delen av Grönland. Augustine Courtauld lokaliserades 7 maj 1931 med hjälp av flygspaning, och Ahrenberg kunde återvända till Sverige som hjälte. Vid hemkomsten utnämndes den civile före detta torpedstyrmannen och underofficeren till kapten i flottan av statsministern i samband med den internationella luftfartsutställningen i Stockholm. 1933 medverkade han vid inspelningen av den första svenska flygfilmen Luftens Vagabond där han spelar rollen av flygkapten.
Under andra världskriget utnämndes Ahrenberg till flygstationschef för en division T 2 som placerades vid Gålö och Hårsfjärden i Stockholms södra skärgård. Efter kriget köpte han från de allierade överskottslagren 90 Piper J-3 Cub, vilka efter översyn såldes vidare till flygklubbar och privatpersoner. 14 av flygplanen levererades luftledes från olika baser i Tyskland av amerikanska piloter till Bulltofta 21 mars 1946. Ahrenberg blev så småningom utnämnd till chef för haveriavdelningen på Kungliga Flygförvaltningen. 
År 1955 slutade Ahrenberg att flyga för att i stället ägna sig åt herrgården Baldersnäs i Dals Långed, som tillhörde hans hustru Margit, född Lilljeqvist, och hennes fyra bröder (däribland Olof Lilljeqvist). Han avled 1968 och efterlämnade hustrun samt en dotter, Kerstin, och en son, Philip.

## Flygfotografier av Ahrenbergsflyg

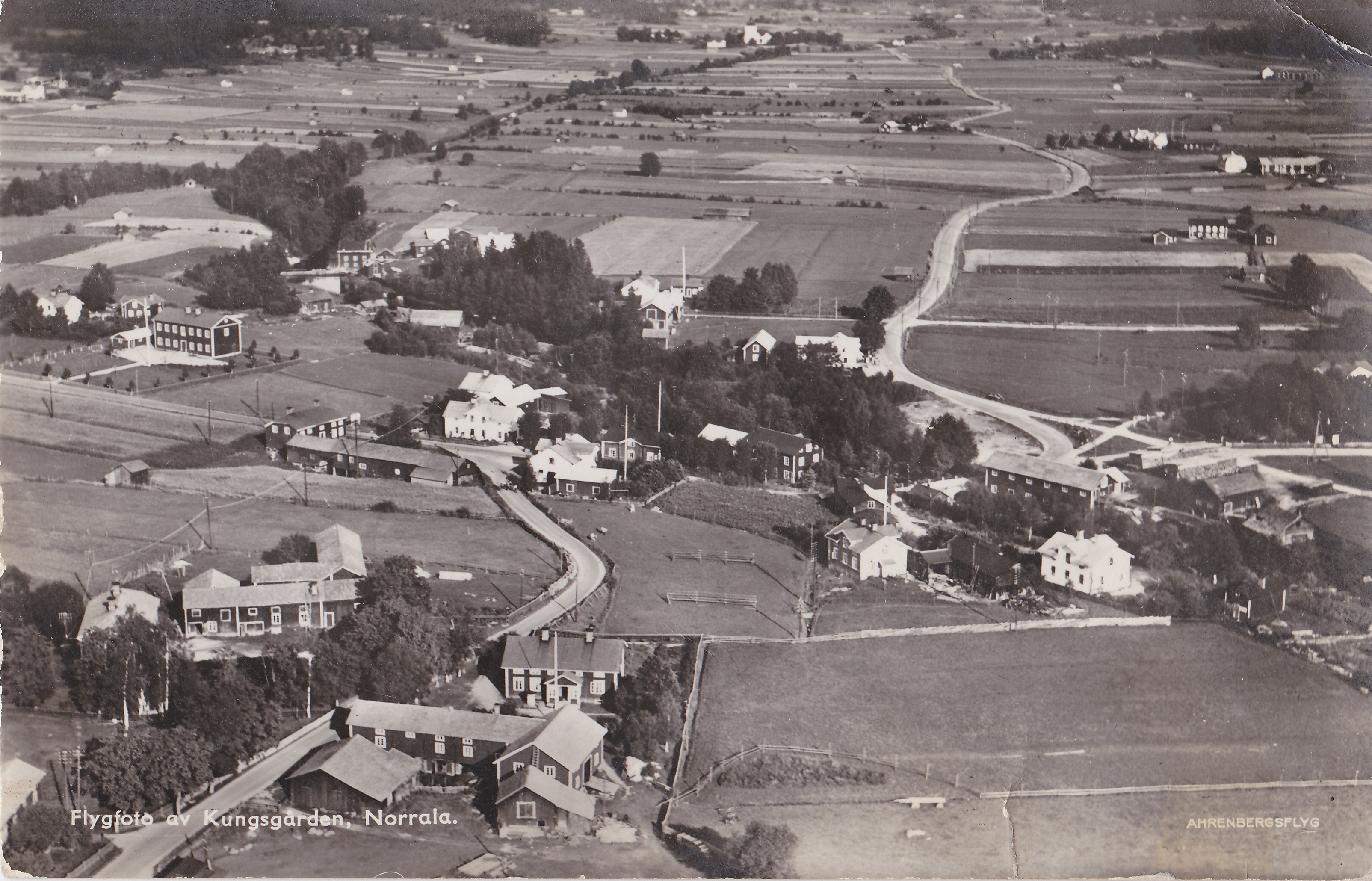
Norraladalen, 1930-tal
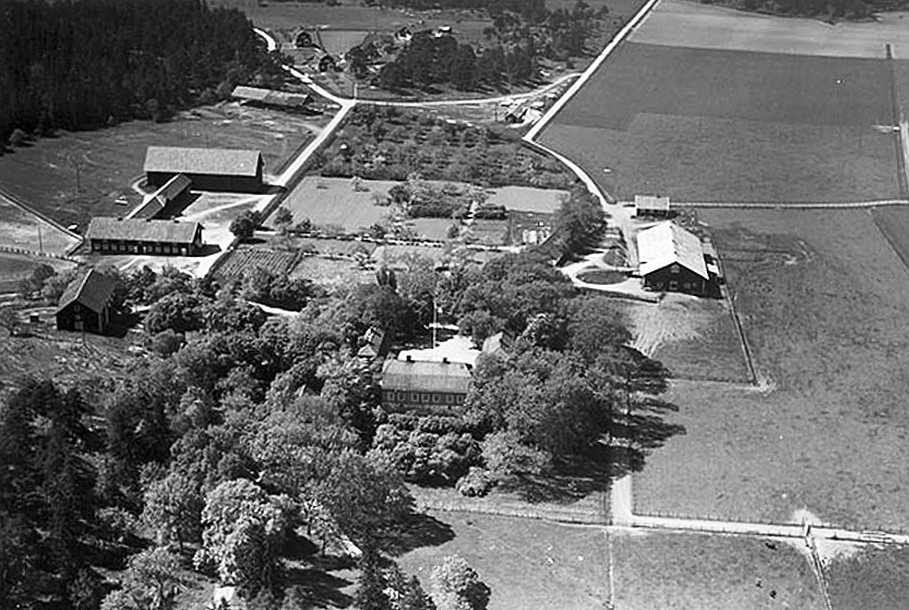
Skå Edeby herrgård, 1936
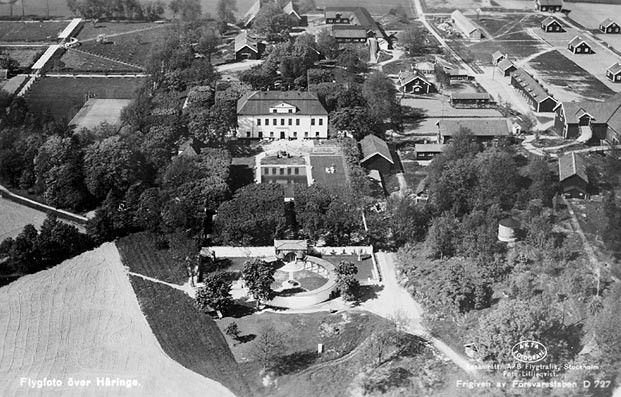
Häringe slott, 1936
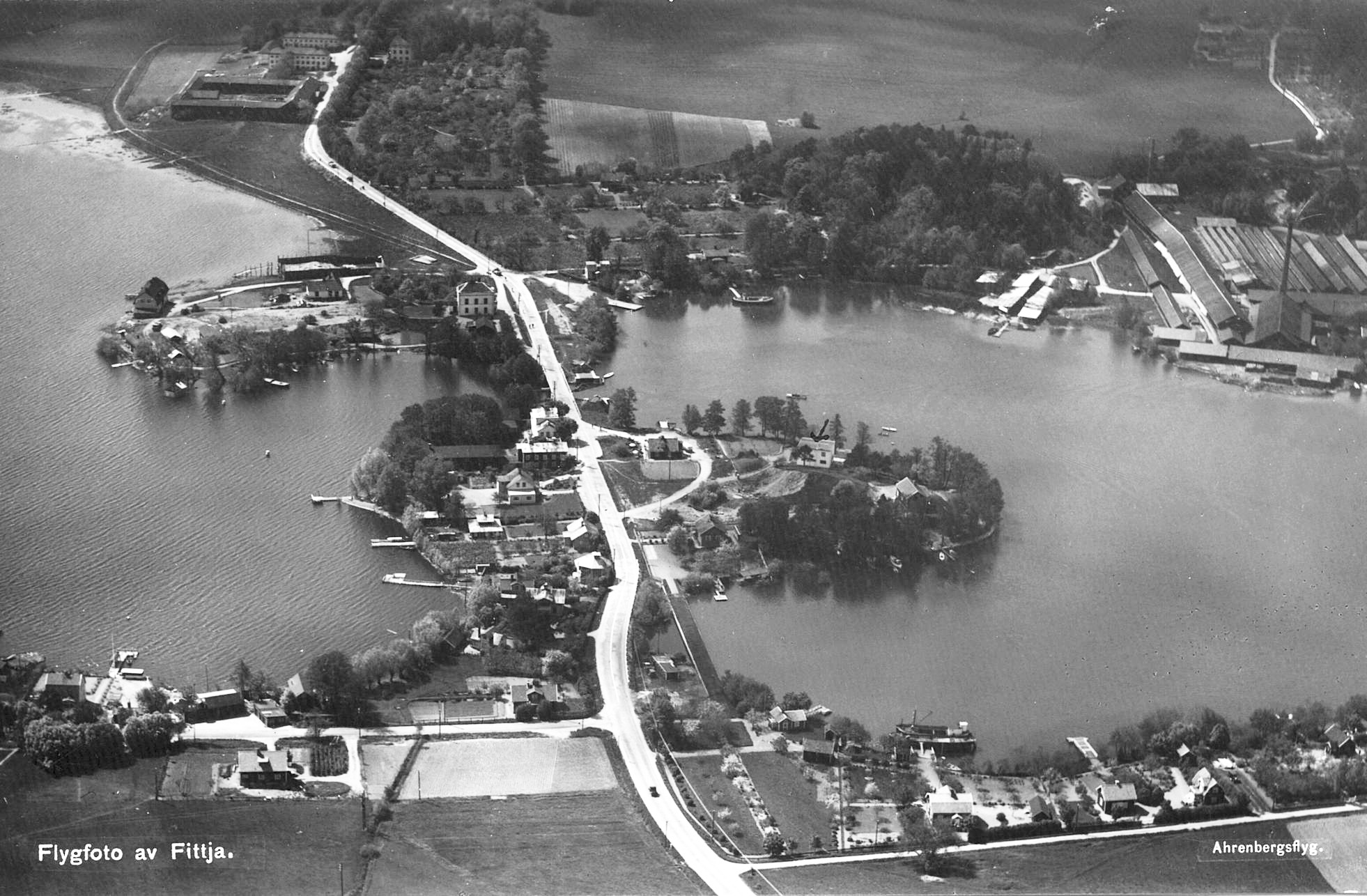
Fittja bro, 1940-tal
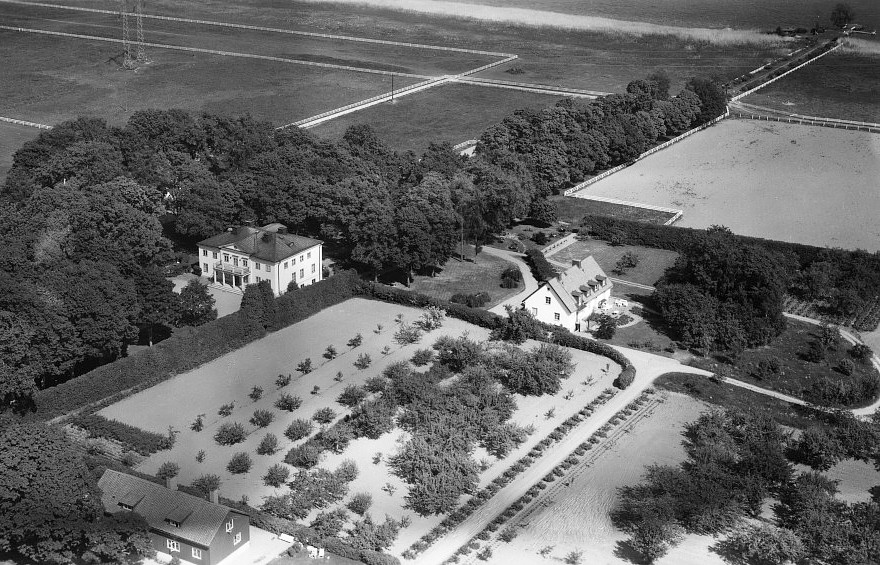
Menhammar gård 1963

## Filmografi
- 1931 – Brokiga Blad
- 1933 – Luftens Vagabond